# Nordkoreas damlandslag i volleyboll
Nordkoreas damlandslag i volleyboll representerar Nordkorea i volleyboll på damsidan. Laget tog brons vid världsmästerskapet 1970. samt olympiskt brons 1972.

### Fotnoter
1. ↑  Todor Krastev (23 mars 1970). ”Women Volleyball VI World Championship 1970 Varna (BUL) 22.09-02.10 Winner Soviet Union” (på engelska). Sport Statistics. Arkiverad från originalet den 24 mars 2012. https://web.archive.org/web/20120324130618/http://todor66.com/volleyball/World/Women_1970.html. Läst 26 juni 2015.
2. ↑  Todor Krastev (23 mars 1972). ”Women Volleyball XX Olympic Games 1972 Munchen (FRG) 1972 - 27.08-07.09 Wiiner Soviet Union” (på engelska). Sport Statistics. Arkiverad från originalet den 20 januari 2012. https://web.archive.org/web/20120120162129/http://todor66.com/volleyball/Olympics/Women_1972.html. Läst 26 juni 2015.